# Podstijena
Podstijena är en ort i Bosnien och Hercegovina.   Den ligger i entiteten Federationen Bosnien och Hercegovina, i den centrala delen av landet, 40 km nordväst om huvudstaden Sarajevo. Podstijena ligger 701 meter över havet och antalet invånare är 293.
Terrängen runt Podstijena är lite bergig. Runt Podstijena är det ganska tätbefolkat, med 93 invånare per kvadratkilometer.. Närmaste större samhälle är Zenica, 19,0 km norr om Podstijena.
Omgivningarna runt Podstijena är en mosaik av jordbruksmark och naturlig växtlighet.